# Serrat Llarg (Torroella de Montgrí)
El Serrat Llarg és un serrat al municipi del Torroella de Montgrí. És proper i al nord de la Torre Vella. De forma allargassada en sentit nord-oest/sud-est hi té tres cims delimitats essent el Puig de la Reina (de 130,3 msnm) el de major altitud. Deixa al nord les conques del Còrrec de Coma Llobera i la del Còrrec del Mustinyà; i al sud el Còrrec del Mas Reguinell un cop ha davallat del Montplà, que acaben confluint al nord del Serrat. Cap al sud davalla el Torrent de la Torre Gran que desaigua a la conca del Ter.
Geològicament es tracta d'un aflorament de roques calcàries amb orbitolines i prealveolines de l'Albià-Cenomanià a l'extrem sud-est hi ha dolines reomplertes amb argiles ("terra rossa") del Plistocè que han estat utilitzades com a camps de conreu (Camp d'en Bosqueta).